# Paulo Assunção
Paulo Assunção da Silva (Várzea Grande, 25 gennaio 1980) è un ex calciatore brasiliano, di ruolo centrocampista.

## Palmarès

### Club

#### Competizioni nazionali
- Campionato portoghese: 3

Porto: 2005-2006, 2006-2007, 2007-2008
- Coppa del Portogallo: 1

Porto: 2005-2006
- Supercoppa di Portogallo: 1

Porto: 2006

#### Competizioni internazionali
- UEFA Europa League: 2

Atlético Madrid: 2009-2010, 2011-2012
- Supercoppa UEFA: 1

Atlético Madrid: 2010